# Catalina Andrea Flores Aravena
Catalina Andrea Flores Aravena est une attaquante internationale de rink hockey née le 22 février 1999.

## Parcours
En 2018, après trois années au plus haut-niveau du championnat d'Espagne, elle marque à 50 reprises, dont 25 avec le CP Vilanova en 2017-2018. Auparavant, elle a joué également au Chili et en Argentine. 
Elle est membre de l'équipe nationale chilienne depuis l'âge de 15 ans et en 2018, elle a déjà participé à trois championnats du monde.
Après cinq années à joueur au plus haut niveau en Espagne, elle décide de rentrer au Chili en 2021.

## Palmarès
En 2016, elle participe au championnat du monde.